# 3422 Reid
3422 Reid је астероид главног астероидног појаса чија средња удаљеност од Сунца износи 2,691 астрономских јединица (АЈ).
Апсолутна магнитуда астероида је 12,4.